# Kai Lightner
Kai Lightner (21. srpna 1999) je americký reprezentant ve sportovním lezení, mistr USA, juniorský mistr světa a Severní Ameriky v lezení na obtížnost.

## Výkony a ocenění
- 2014: juniorský mistr světa v lezení na obtížnost
- 2014: juniorský mistr Severní Ameriky v lezení na obtížnost
- 2015,2017: mistr USA v lezení na obtížnost

### Skalní lezení
- 2013: 8b+

### Závodní výsledky
| Světový pohár | Světový pohár | Světový pohár | Světový pohár | Světový pohár |
| Rok           | 2015          | 2016          | 2017          | 2018          |
| ------------- | ------------- | ------------- | ------------- | ------------- |
| Obtížnost     | 42-44         | 63-65         | 42-43         |               |
| jednotlivě*   | ,19,40,       | ,29,30,       | ,11,32,       |               |
| Bouldering    | 0             | —             | 0             | probíhá       |
| jednotlivě*   | ,70,          | —             | ,38,31,       | ,32,          |

* pozn.: nalevo jsou poslední závody v roce
| Mistrovství USA | Mistrovství USA | Mistrovství USA | Mistrovství USA |
| Rok             | 2015            | 2016            | 2017            |
| --------------- | --------------- | --------------- | --------------- |
| Obtížnost       | 1               | 2               | 1               |
| Bouldering      |                 |                 | 2               |

| Mistrovství světa juniorů | Mistrovství světa juniorů | Mistrovství světa juniorů | Mistrovství světa juniorů |
| Rok                       | 2014                      | 2016                      | 2017                      |
| ------------------------- | ------------------------- | ------------------------- | ------------------------- |
| Obtížnost                 | 1                         | 2                         | 3                         |
| Rychlost                  | —                         | —                         | 14                        |
| Bouldering                | —                         | 2                         | 4                         |
| Kombinace*                | —                         | —                         | 3                         |

* pozn.: v roce 2017 se lezlo ještě další finále ve všech třech disciplínách

## Filmografie
- 2016: Reel Rock 11